# Фред Адра
Фред Адра (настоящее имя Фредерик Драчинский, род. 19 января 1972) — израильский русскоязычный писатель, драматург и музыкант, лидер этногруппы «Злые куклы». Младший брат Марка Далета. Родился в 1972 году в Тбилиси, Грузинская ССР. В 1990 году переехал в Израиль. Ныне живет в Иерусалиме. По образованию искусствовед и археолог.
В 2006 г. жюри под руководством Эдуарда Успенского присудило Фреду Адре первый приз впервые вручавшейся премии за лучшее произведение для детей «Заветная мечта»; впрочем, критика сразу же задалась вопросом: «А может, это книжка для взрослых?»

## Творчество

### Повести
- «Алекс и снежные тени», 2004

### Цикл «Лис Улисс»
Пенталогия о мире антропоморфных зверей. Издавалась дважды, под разными названиями.
1. «Лис Улисс» или «Лис Улисс и клад саблезубых» (2006)
2. «Лис Улисс и край света» или «Лис Улисс и потерянный город» (2007)
3. «Лис Улисс и связь времён» или «Лис Улисс и свирель времени» (2011)
4. «Кот Артур и ловушка для Земли» или «Лис Улисс и ловушка для Земли» (2012)
5. «Лис Улисс и долгая зима» (2018)

### Цикл «Волшебник и Диджей»
Не связанные друг с другом рассказы про человека, умеющего общаться с духами.
- «Конец актерской карьеры»
- «Чушь в картинках»
- «Гувернер»

### Пародии
- «Мы с Мельпоменой»
- «Уроды»
- «Виски-с»

### Рассказы
- «Контуры зла»
- «Мы — лес»
- «Не любите, да не любимы будете»
- «Пазл»
- «Шоу „Гротеск“»
- «Вытель»

### Миниатюры
- «Автобаса»
- «Винни-Пух и никого-никого-никого»
- «Такси-глюк»
- «Трехгрошовая пьеса»
- «С корабля на бал»
- «Вселенная, способная на подлость»
- «Творческие руины»
- «Пистолет одиночества»
- «Стар и млад»
- «И банки наши быстры»
- «Вечер трудного дня»
- «Шедевр нашего времени»
- «Историческая правда»

### Пьесы
- «Автобаса возвращается»
- «Как в сказке я пленница»
- «Школка»
- «Лис Улисс и Дух Зимы»

### Микропьесы
- «Гамлет»
- «Чисто конкретное убийство»
- «Диагноз»
- «Опознание»
- «Выпускники»